# Дуново (Польща)
Дуново (пол. Dunowo) — село в Польщі, у гміні Свешино Кошалінського повіту Західнопоморського воєводства.
Населення — 710 осіб (2011).
У 1975-1998 роках село належало до Кошалінського воєводства.

## Демографія
Демографічна структура станом на 31 березня 2011 року:
|          | Загалом | Допрацездатний вік | Працездатний вік | Постпрацездатний вік |
| -------- | ------- | ------------------ | ---------------- | -------------------- |
| Чоловіки | 369     | 80                 | 262              | 27                   |
| Жінки    | 341     | 70                 | 210              | 61                   |
| Разом    | 710     | 150                | 472              | 88                   |